# Família Mozzi

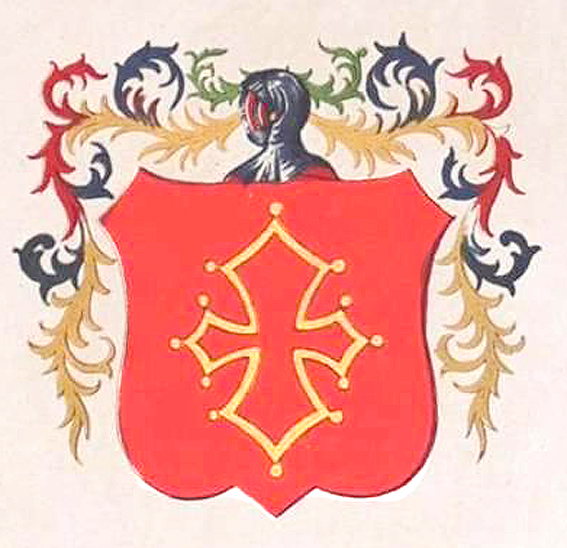
Brasão da família Mozzi

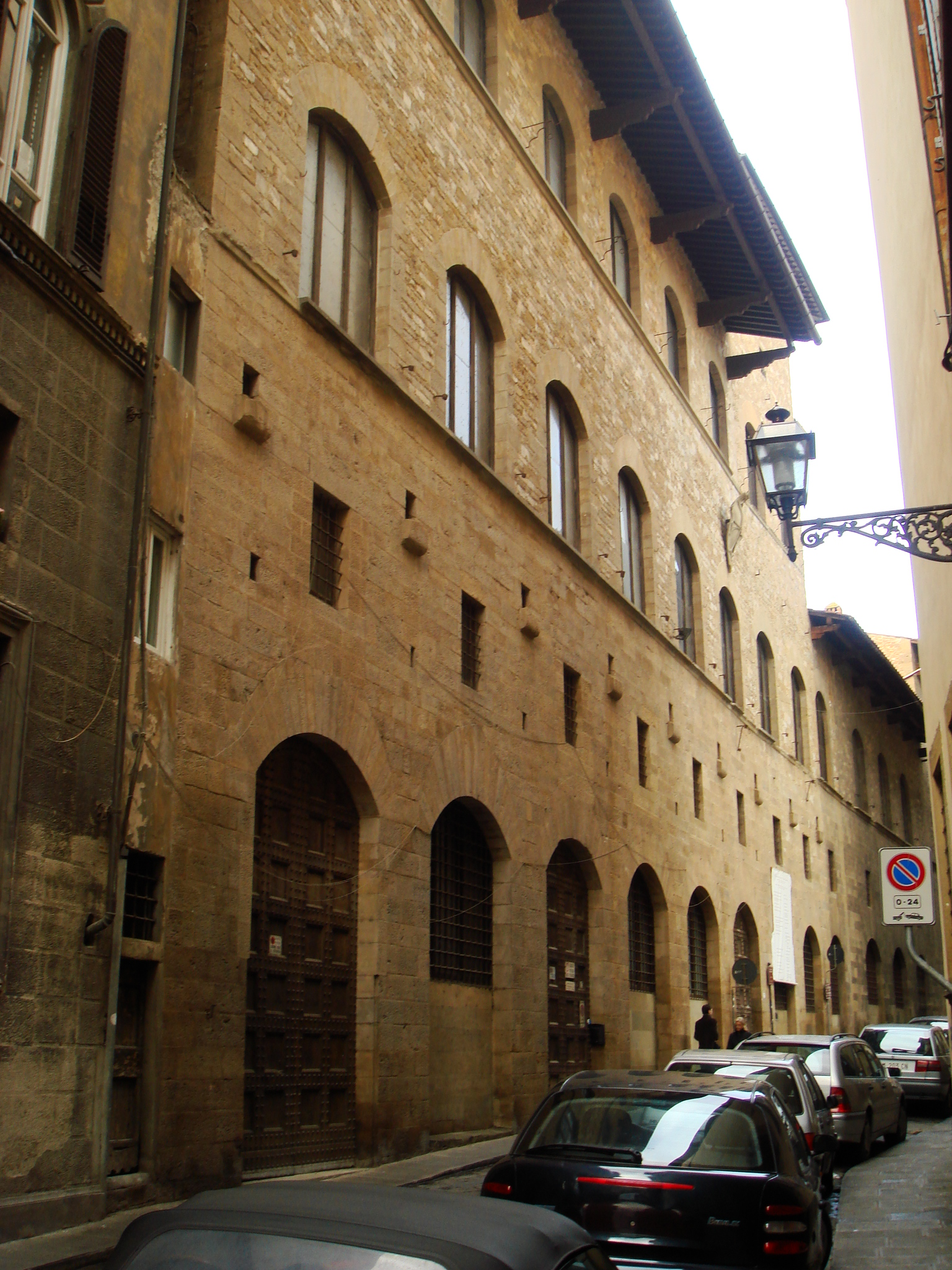
O Palácio Mozzi

Mozzi, Mozzo, de' Mozzi ou dei Mozzi foi uma família nobre italiana, oriunda de Florença.
Suas origens eram populares. O mais antigo membro conhecido é Mozzo, que viveu em meados do século XII, ao que parece um pequeno comerciante. No fim do século XII iniciaram uma rápida ascensão social e econômica através das atividades financeiras e do comércio de lã, tecidos e roupas. Participaram do processo de transição entre o sistema feudal e comunal, quando os antigos nobres feudais passaram a perder poder e riqueza na competição com novos-ricos de extração popular, que se reuniam em patriciados urbanos e assumiam o governo de comunas cada vez mais bem estruturadas e poderosas. Tomaram o partido dos guelfos, e seriam em pouco tempo conhecidos como uma das principais famílias guelfas da cidade.
Cambio, filho de Mozzo, fez fortuna com um banco. Seu filho Spigliato di Cambio estabeleceu fortes laços com a dinastia angevina e o papado. Os seus primeiros registros datam de 1229, quando está vivendo em Londres, associado numa importante empreitada comercial com seu irmão Rocco mais Amieri Cosa e Mainetto Spini, comprando lã crua em grande quantidade para tecê-la em Florença e vendê-la como tecidos e roupas prontas. Também tinham um braço bancário, fazendo diversos empréstimos para a Coroa inglesa entre 1245 e 1254. Em 1255 foi dado um grande empréstimo para o príncipe Eduardo (mais tarde Eduardo I), a fim de que ele pudesse reunir tropas. Em 1256 foi estabelecida outra substancial sociedade na Inglaterra para financiar a campanha na Sicília. Em 1257 Cavalcante, filho de Jacobo della Scala, reuniu-se à companhia de forma permanente, formando-se a Companhia Scala.
Os empréstimos para a Coroa inglesa continuaram até 1259, e em 1261 a companhia, que havia crescido vertiginosamente e incorporado um grande número de outros sócios menores, entrou para o serviço papal, tornando-se administradores do Tesouro Pontifício. A ligação com o papado e com as casas reais da Inglaterra e França os tornou riquíssimos. Além de comerciante e banqueiro, Spigliato era um destacado membro da Guilda dos Tecelãos e influente político. Fora conselheiro em 1234, tornando-se patrício, e em 1253 ocupava a presidência do Senado, organizando a assinatura de um tratado de paz com as cidades de Lucca, Pistoia e Prato. Seu irmão Rocco permaneceu ativo na Inglaterra entre 1253 e 1263. Outro irmão, Tommaso, também teve parte nos negócios.
Na década de 1250-60 outros membros da família se tornaram senadores, entre eles messere Jacopo, filho de Cambio, e a firma se tornou uma das principais financiadoras da campanha italiana de Carlos I de Anjou, que o levou à conquista da Sicília e ascensão ao trono. Em 1274 deixaram a Companhia Scala, abrindo uma casa bancária própria, que permaneceu associada ao papado e aos reis e abriu uma filial em Nimes. O sobrenome Mozzi só se fixa nesta época.
Com as contínuas disputas entre guelfos e gibelinos, em torno de 1260-70 foram expulsos de Florença e tiveram suas casas e torres destruídas, mas retornaram poucos anos depois e as substituíram por um grande palácio. Antes da construção dos grandes palácios renascentistas, o Palácio Mozzi foi o mais importante de Florença, recebendo como hóspedes a maioria dos grandes dignitários em visita à cidade. Ao longo dos séculos foi adornado com uma extraordinária coleção de arte, hoje dispersa em várias coleções particulares e museus. Em 1273 ali se hospedou o papa Gregório X, chegado à cidade na tentativa de pacificar as lutas entre os partidos. Foi, com efeito, concluído um tratado de paz, e para comemorá-lo os Mozzi acrescentaram o moto PAX em seu brasão, e decidiram construir uma igreja, não por acaso dedicada a São Gregório, o que segundo as crônicas deixou o papa felicíssimo, benzendo a pedra fundamental na mesma ocasião. Essa paz durou pouco. Em 1279 hospedaram por mais de seis meses o cardeal Latino Malebranca, enviado pelo papa Nicolau III para mais uma tentativa de conciliar os ânimos, que levou a um outro tratado de paz em 1280. Nesta época são recebidos na classe dos cavaleiros.

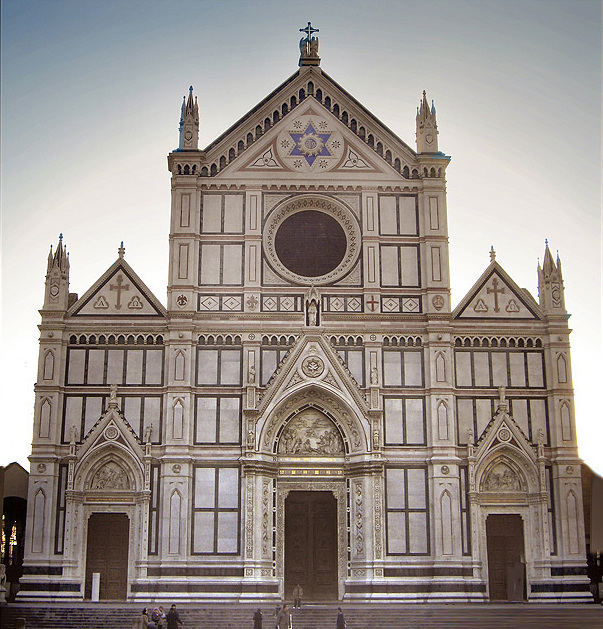
A Basílica de Santa Cruz

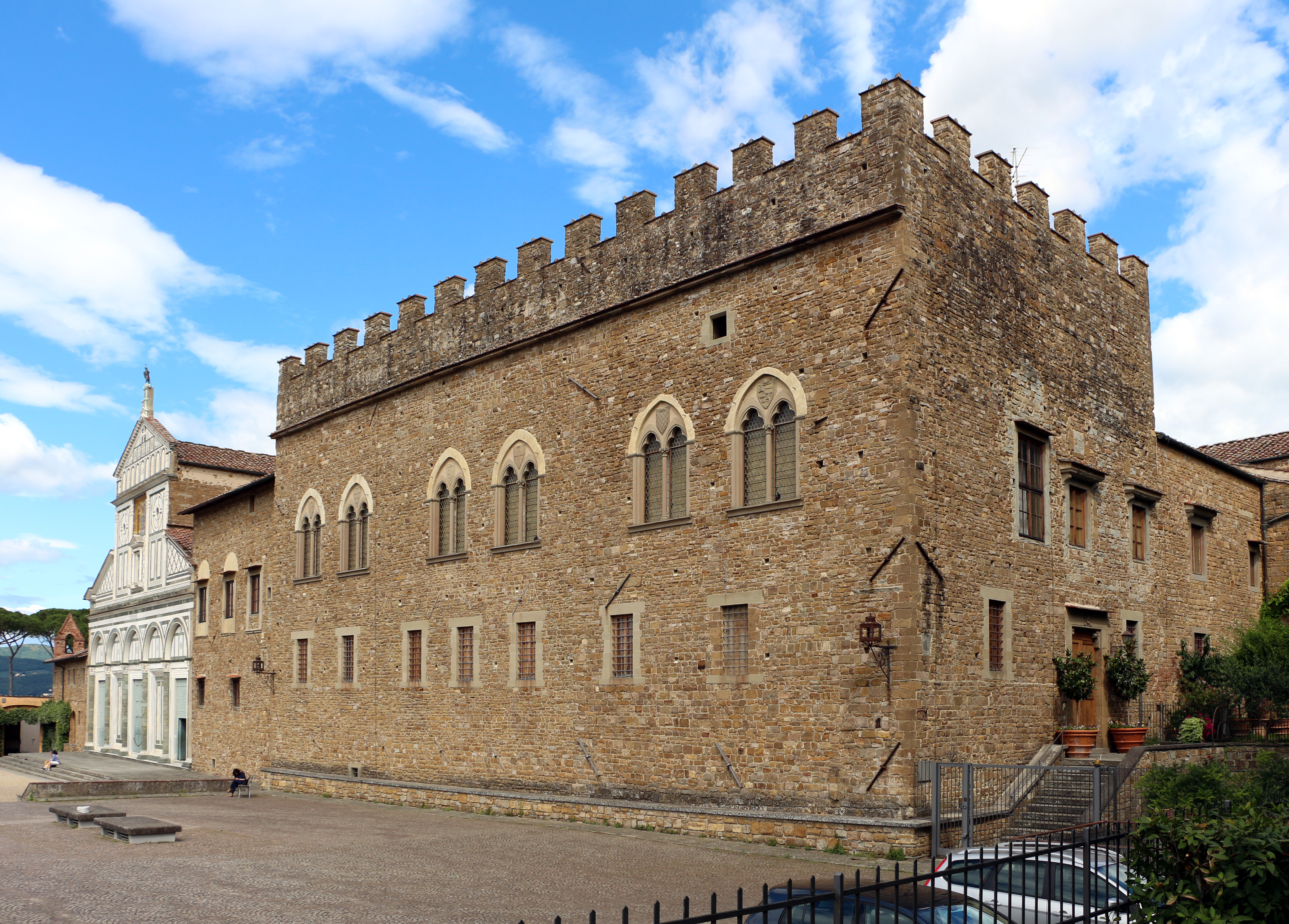
Palácio de verão construído pelo bispo Andrea

Em 1286 o cônego Andrea, filho de Spigliato, foi eleito bispo de Florença, dando um novo relevo à família. Foi íntimo amigo de Carlos I de Anjou, atuou ativamente na recomposição das depauperadas finanças da diocese e promoveu a fundação de várias igrejas, entre elas a Igreja de Santa Maria no Prato e a imponente Basílica de Santa Cruz; restaurou outras, e apoiou a fundação do Hospital de Santa Maria Nova. Também mandou levantar um palácio de verão para seu uso pessoal em San Miniato, mas não chegou a vê-lo terminado. Em 1293 foram oficialmente reconhecidos como magnatas (a alta nobreza).
Tommaso de Mozzi, outro filho de Spigliato, foi conselheiro da Guilda dos Arqueiros em 1260 e o chefe da família em sua geração. Levou a empresa da família a um patamar ainda mais alto, passando a ser considerada um dos maiores estabelecimentos mercantis da Europa. Em torno de 1275-80 fez uma sociedade bancária com Ugo di Spina, antigo parceiro na Companhia Scala, que em pouco tempo adquiriu imensa importância. A sociedade tirava seus principais rendimentos das taxas administrativas cobradas para a coleta de dízimos para a Igreja. Também abriram uma filial comercial e financeira em Londres, financiavam os reis ingleses e faziam importantes negócios com os mosteiros locais, fornecedores de lã. Os sócios minoritários, entre eles Francesco de Mozzi, filho de Vanni, e Dritta de Mozzi, filho de Cambio, eram quase todos nomes associados à Tesouraria Apostólica. A sociedade Mozzi-Spina foi dissolvida em 1292, dando origem a dois bancos independentes. Dritta também abriu sua própria firma, junto com seus três filhos, embora mantendo laços de interesses com eles. Em 1298 o banco de Tommaso foi contratado pelo papa para administrar, junto com os bancos Chiarenti e Spina, todas as despesas da corte papal e o funcionamento de toda a estrutura financeira do papado. Lorenzo Tanzini chamou a família de "os banqueiros mais importantes da Cristandade". Pelos seus serviços ao papa Tommaso foi condecorado com a Ordem da Espora de Ouro.
Na década de 1290 os Mozzi também aparecem como um dos maiores comerciantes de grãos de Florença, e já tinham filiais em Nápoles e várias outras cidades do sul da Itália. Em 1295 messere Vanni de Mozzi, filho de Jacopo, foi um dos embaixadores junto ao papa Bonifácio VIII para tratar da questão do exílio de Giacomo della Bella, recebeu a Ordem da Espora de Ouro e no mesmo ano participou da repressão de uma revolta popular. Crônicas da época o mostram como um dos mais sábios e reputados florentinos de sua geração, mas poucos anos depois envolveu-se em uma rebelião e foi banido com toda a sua casa. Em 1306 já estava de volta, sendo citado como em posse de muitos bens e como senhor do Castelo de Moriano. Seu filho Ruggiero foi pároco de S. Pedro em Cascia e era cônego da Catedral em 1300.
Enquanto isso, o ramo comercial da família começava a ter dificuldades. Na década de 1290 os interesses italianos na Inglaterra e na França foram arruinados pela guerra entre os dois países, e as finanças da família sofreram um baque neste processo. Em 1302 os Mozzi foram removidos da gestão do tesouro papal, que era uma das suas grandes fontes de renda e a principal base do seu prestígio político; em 1303 a falência de Dritta de Mozzi lhes deu grandes prejuízos, e em 1308 Tommaso e Rocco também faliram. Segundo Victor Magos, em virtude do alcance dos seus negócios e da quantidade de sócios que tinham, a bancarrota causou grande impacto em Florença e no comércio do resto da Europa. Rocco suicidou-se, mas de acordo com Carlo Ciucciovino, Tommaso, que estava à frente dos negócios familiares há 45 anos, enfrentou a situação com muita honestidade. Vendeu a maior parte dos seus muitos bens e entregou aos credores o patronato da Igreja de São Gregório, o que cobriu mais de 70% do prejuízo, e conseguiu um prorrogamento da dívida restante para saldo em 15 anos. A recuperação foi rápida, auxiliada pela cobrança de vultosos empréstimos que haviam feito à Arquidiocese de Trani e aos reis ingleses, e em 1311 Tommaso já era capaz de fundar um mosteiro feminino em Bagno a Ripoli, na diocese de Fiesole, onde os Mozzi ainda possuíam muitos bens, dotando-o com um expressivo patrimônio de casas e terrenos e assumindo o patronato da instituição.
O exílio papal em Avinhão (1309-1377) causou confusão na administração dos donativos à Igreja, e imensas somas foram perdidas ou desviadas, mas esse contexto reverteu beneficamente para os comerciantes e banqueiros florentinos. Os Mozzi fundaram uma filial do banco em Avinhão, e segundo Edgcumbe Staley abriu-se para eles um novo período de grande prosperidade. Ao mesmo tempo, o palácio da família em Florença tornou-se frequente ponto de hospedagem para altos dignitários da Igreja. Em 1314 hospedaram Piero, irmão de Carlos de Anjou e seu vigário na Toscana, e em 1326 hospedaram Gualtério de Brienne, duque de Atenas. Em 1324 abriram uma base em Chipre, um dos principais polos comerciais do leste do Mediterrâneo, onde receberam privilégios.

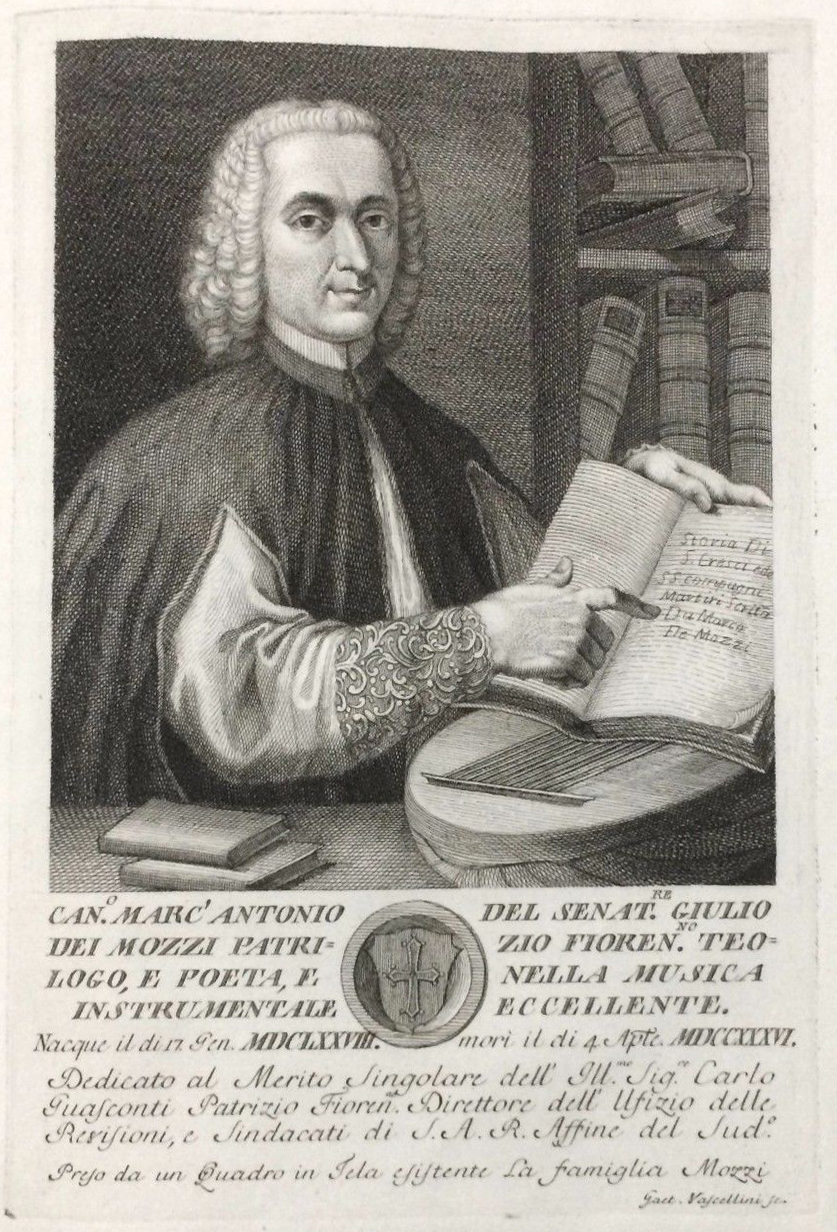
Marco Antonio de Mozzi

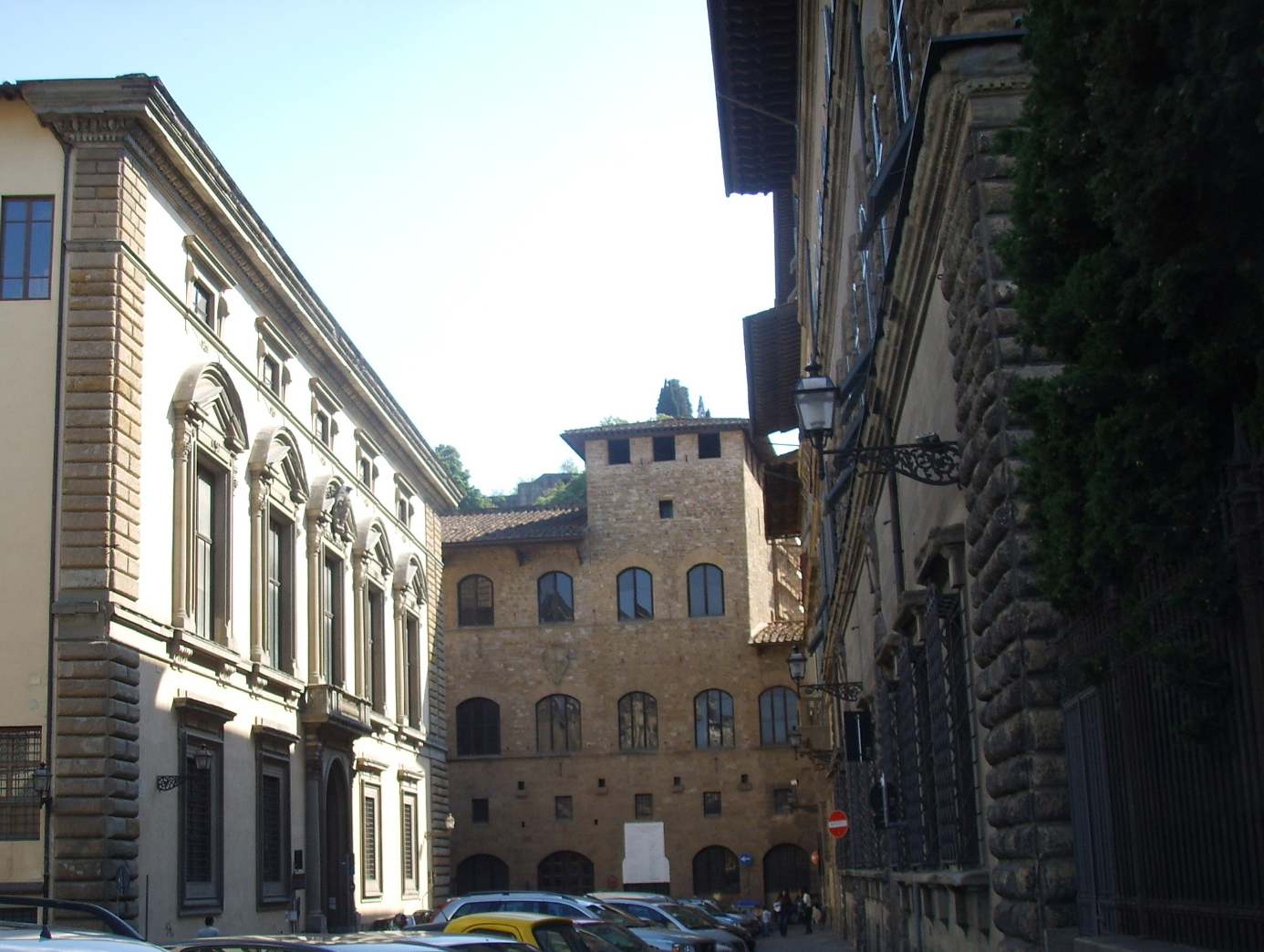
A Piazza dei Mozzi, vendo-se ao fundo parte do Palácio Mozzi e à esquerda o Museu Bardini, antiga Igreja de São Gregório

Vários outros membros desempenharam cargos públicos relevantes. Luigi filho do dominus Andrea (filho de Tommaso) foi prior em 1327, 1334 e 1337, um dos síndicos da Liga com os venezianos em 1337, gonfaloneiro em 1327, 1330, 1335 e 1341, e conselheiro da Signoria em 1329 e 1339; em 1328 Iacobus Mozzi Corsini é gonfaloneiro, Corsinus Mozzi Corsini foi gonfaloneiro em 1335 e 1339 e prior em 1342; outro Luigi foi gonfaloneiro em 1341, ano em que foi um dos vinte deputados que organizaram a compra da cidade de Lucca por Florença, conselheiro da Signoria em 1342, síndico da aliança com Siena e Peruggia em 1346, e em 1355 um dos embaixadores que prestaram homenagem ao imperador em Pisa. A família produziu ainda um podestà, e cavaleiros das ordens de Malta e Santo Estêvão. Andrea, primo do bispo homônimo, franciscano, pregador e missionário junto aos sarracenos, foi declarado beato.
Em 1377, todo um ramo foi proscrito por conspiração. Na passagem do século XIV ao XV novas dificuldades financeiras provocaram a venda do palácio. No século XV Giacomo foi tesoureiro da cidade de Florença e administrou o Banco Pazzi em Roma. Começam a se fazer presentes em Gavelli, onde adquiriram vários bens, entre eles um grande vinhedo e seis senhorios, e assumiram pouco depois o patronato da Igreja de São Rômulo.
O palácio de Florença foi recuperado em 1551, quando sua área foi ampliada com a aquisição de um grande jardim entre as colinas e a Porta de São Jorge. Em 1556 compraram a Villa Olmi, situada num parque de 400 hectares. Giulio, senador, erudito e colecionador de arte, em 1781 ampliou e reformou a villa, acrescentando uma suntuosa decoração em afrescos mostrando paisagens e cenas alegóricas. Seu filho Marco Antonio estudou Direito, Letras, Teologia e Música. Tornou-se intelectual e instrumentista notável, versado no arquialaúde, no bandolim e na tiorba, elogiado em um soneto de Salvino Salvini, onde se afirma que sua interpretação elevava os espíritos e os conduzia à contemplação do sublime. Seus dotes chamaram a atenção do duque Cosme III de Médici, que o fez preceptor de seu filho João Gastão e cônego do Magistério da Guilda dos Tecelãos, além de encomendar-lhe a composição de discursos e orações, proferidos em datas de grande solenidade. Foi ainda camerlengo do Capítulo da Catedral, examinador sinodal das dioceses de Florença e Fiesole, deputado-geral da Congregação das Conferências Teologais, escritor, poeta, professor de língua toscana na Universidade de Florença, conselheiro da Accademia Fiorentina e membro da Accademia della Crusca, da Accademia dell'Arcadia e da Accademia degli Apatisti. Deixou várias obras, entre elas panegíricos, orações fúnebres, um volume de sonetos, outro de discursos sacros, uma tradução dos Hinos de Prudêncio e uma biografia do médico Lorenzo Bellini. Sua maior obra é a História de São Crescêncio e dos seus Santíssimos Companheiros Mártires e da Igreja do Mesmo Santo em Valcava del Mugello (1707). Pier Gianozzo, seu irmão, foi elevado a conde do Império e foi patrono da Igreja de Santa Maria del Bigallo.
Giulio Giuseppe Mozzi del Garbo foi poeta, matemático e político, ocupou vários cargos na corte ducal, foi membro do governo provisório durante o exílio do duque Fernando III, ministro do Exterior do Reino da Etrúria, presidente da Accademia Fiorentina e membro da Accademia della Crusca. Escreveu o tratado Discurso Matemático sobre a Rotação dos Corpos (1763), onde estuda a estática e a mecânica dos corpos rígidos, formulando o teorema que leva seu nome.
No século XVIII compraram uma villa em Fiesole que havia sido construída no século XV para Lourenço de Médici, o Magnífico, revendida em meados do século XIX. No fim do século XVIII o palácio familiar entrou em reformas, que acrescentaram uma decoração interna em afresco. Outras intervenções no século XIX removeram acréscimos tardios, buscando recompor a fachada medieval. Em 1880, com a extinção da família, a princesa Vanda Carolath von Beuthen adquiriu o palácio, vendendo-o em 1913 para o colecionador e antiquário Stefano Bardini, que o transformou em loja e depósito para sua coleção. Ele já havia comprado em 1880 a Igreja de São Gregório, transformando-a em um palacete, vendido à Municipalidade em 1922, que passou a usá-lo como museu cívico batizado como Museu Bardini. Depois de uma longa controvérsia entre seus herdeiros, o palácio foi comprado pelo Estado em 1996, restaurado e hoje abriga um centro cultural, sendo patrimônio nacional desde 1901. A praça que fica defronte foi nomeada Piazza dei Mozzi em homenagem a esta importante família.